# Darya Gantura
Darya Gantura (Tasjkent, Oezbekistan, 12 maart 1986) is een actrice actief in Vlaamse televisieseries, film en theater. Ze werd geboren in Oezbekistan en kwam op 14-jarige leeftijd in België wonen. Ze studeerde drama aan de afdeling Drama Gent van de Hogeschool Gent. 
Ze had een hoofdrol in de Eén-televisieserie Goesting en speelde van september 2010 tot juni 2011 de hoofdrol in de VTM-telenovelle Ella. Vanaf oktober 2010 was ze tevens te zien in de Ketnet-jeugdserie De 5e boog.
In 2021 is Darya te zien in Red Sandra, een film van van Jan Verheyen. Red Sandra is het waargebeurde verhaal van de familie Massart. Darya speelt de hoofdrol van de moeder Olga Massart.
In 2011 was ze kandidate in De klas van Frieda (aflevering 2.22).